# Saalegge
Die Saalegge ist mit 299,6 m ü. NHN der zweithöchste Berg der Stadt Vlotho und zugleich des Kreises Herford. Der Berg liegt im Osten der Gemeinde Vlotho im Ortsteil Valdorf und gehört naturräumlich zum Weserbergland bzw. zum Lipper Bergland. Nördlich der Saalegge liegt der fast ebenso hohe Ruschberg. Der Namensbestandteil Egge deutet auf die Form des Berges (langgestreckter Kammgipfel) hin.
Die Saalegge liegt im großflächigen Landschaftsschutzgebiet Lipper Bergland (LSG-3818-0020) des Kreises Herford.